# Alisma triviale
Alisma triviale är en enhjärtbladig växtart som beskrevs av Frederick Traugott Pursh. Alisma triviale ingår i släktet kranssvaltingar, och familjen svaltingväxter. Inga underarter finns listade i Catalogue of Life.

## Bildgalleri

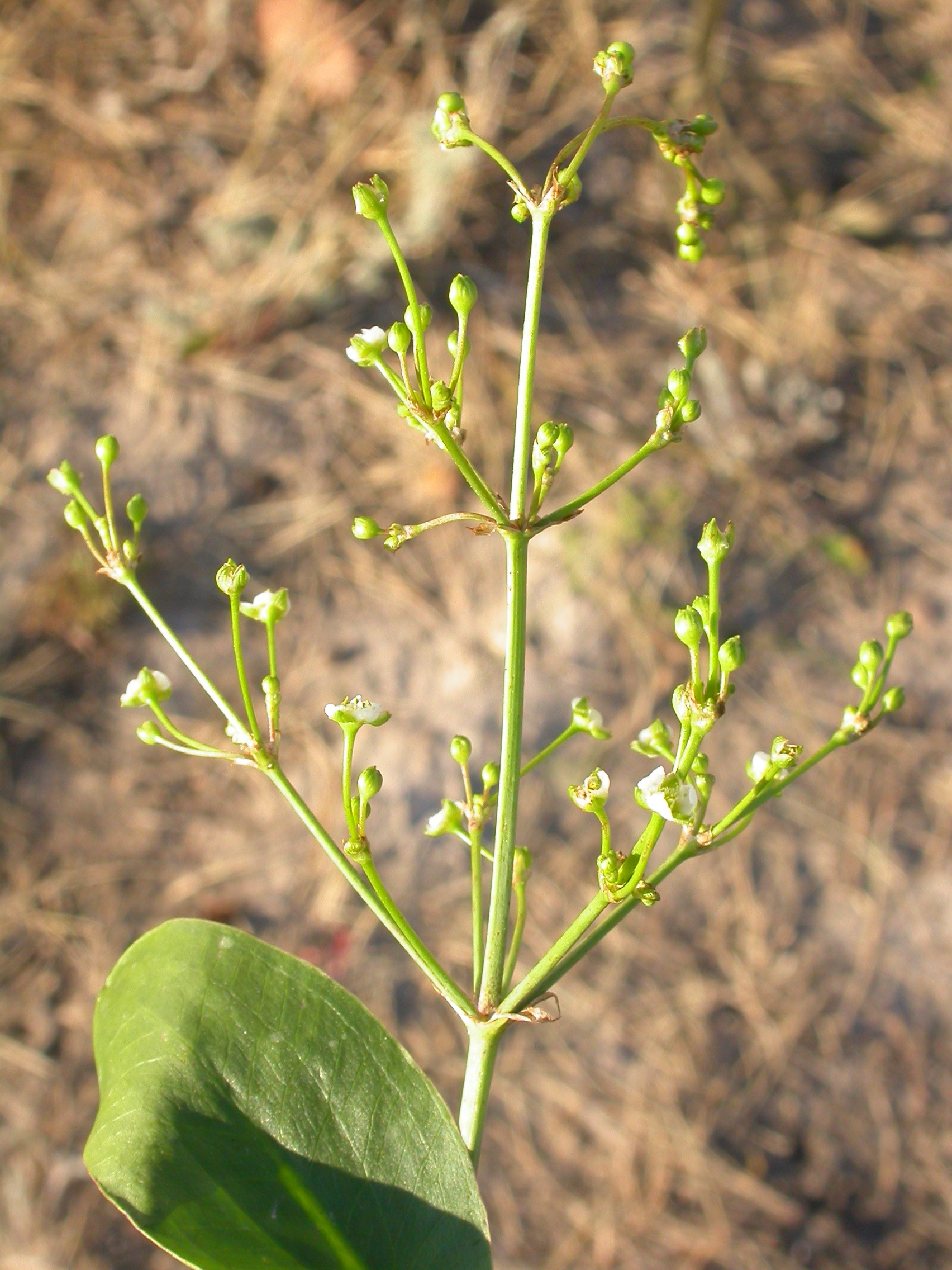